# Джордже Барбу Штірбей
Джордже Барбу Штірбей (рум. George Barbu Știrbei); нар. 1 квітня 1828, Бухарест - пом. 15 серпня 1925, Париж) - румунський аристократ, політик, міністр закордонних справ (15 липня 1866 - 21 лютого 1867). Монархіст, меценат, засновник багатьох мистецьких ініціатив. 

## Біографія
Народився 1 квітня 1828 в Бухаресті, столиці Румунії. Походить з родини Бібеску. [4] Клан пройшов швидкий соціальний підйом після падіння режиму встановлення фанариотов. Син принца Димітріе Барбу Штірбея і брат міністра Александру Б. Штірбея (батько прем'єр-міністра Барбу Штрібея), був одружений із вдовою Густава Фоулда (більш відомого під псевдонімом Густав Халлер) - Валері Вільгельміною Жозефіною Симонін, як відчим виховував у цьому шлюбі двох дітей- Консуелу Фоулд і Джорджа Фоулда.
Навчався в Парижі, в Ліцеї Людовика Великого.
Був міністром закордонних справ (15 липня 1866 - 21 лютого 1867).
Похований на цвинтарі Пер-Лашез разом з дружиною, а також однією з прийомних дочок.